# Centre d'études supérieures de la Renaissance
 (novembre 2019).
Si vous disposez d'ouvrages ou d'articles de référence ou si vous connaissez des sites web de qualité traitant du thème abordé ici, merci de compléter l'article en donnant les références utiles à sa vérifiabilité et en les liant à la section « Notes et références ».
Le Centre d'études supérieures de la Renaissance (ou CESR), unité de formation et de recherche de l'université de Tours et UMR (7323) du CNRS, est consacré à l’étude de la Renaissance en Europe, de Pétrarque à Descartes, ainsi qu'à l’étude des patrimoines, principalement en Val de Loire.

## Histoire
Le Centre d'études supérieures de la Renaissance a été créé en 1956 à l'initiative de Gaston Berger, Directeur général de l'Enseignement supérieur, dans le cadre de la réforme de l'enseignement supérieur et de la création du 3e cycle universitaire, grâce à un lobbying actif entrepris, dès 1948, par de nombreuses personnalités tourangelles (Raymond Marcel, René Fillet, André Corbeau, Boris Lossky...) qui avaient préparé le terrain. Le CESR est le troisième « centre d'études supérieures spécialisé » créé en France, après le  Centre d'études supérieures de Civilisation Médiévale de Poitiers (1953) et le Centre de recherches d'histoire des religions de Strasbourg (1955).
À sa création, le CESR est rattaché à l'université de Poitiers (celle de Tours n'est fondé qu'en 1970). Son premier directeur est le philosophe Pierre Mesnard.

Le décret de fondation officiel du 19 mars 1957 définit les missions du Centre de la Renaissance, qui se caractérise par son caractère pluridisciplinaire :
Il a pour objet de réunir les éléments intellectuels et matériels concernant les divers aspects de la civilisation (vie politique,intellectuelle, artistique, religieuse, juridique, économique et sociale), et de promouvoir des travaux originaux portant sur la période allant du début de l’humanisme à l’épanouissement de l’âge baroque.
À partir de 1957, le CESR  organise chaque année au mois de juillet un « Stage international d'études humanistes » de 4 semaines qui rassemble les spécialistes de la Renaissance, et qui contribue à son rayonnement,. En 1970, il est rattaché à l'université de Tours, tout juste créée.
Depuis 1992, le CESR est à la fois une unité de formation en master et en doctorat sur la Renaissance et une unité mixte de recherches qui est placée sous une double tutelle, l'Université de Tours et le ministère de la Culture. Cette situation est qualifiée par Benoist Pierre, son directeur, d'« unique en France ».
En 2017, le CESR a fêté ses 60 ans par une exposition et un colloque, consacré à l'apport de l'édition italienne dans la culture francophone.

### Chronologie des directeurs et directrices du CESR
- Pierre Mesnard, philosophe (1956-1969)

- Jacques Roger, historien des sciences (directeur par intérim, 1969-1970)

- André Stegman, historien de la littérature (1970-1978)

- Jean-Claude Margolin, philosophe  (1978-1982)[8]

- Jean Lafond, historien de la littérature (1982-1985)

- Robert Sauzet, historien (1985-1991)

- Jean-Michel Vaccaro, musicologue (1991-1996)

- Gérald Chaix, historien (1996-2003)

- Marie-Luce Demonet, historienne de la littérature (2003-2007)

- Philippe Vendrix, musicologue (2007-2016)

- Benoist Pierre, historien (2016-2022)

	À partir de 2022, l'administration du CESR devient bicéphale : 
- Elena Pierazzo, italianiste, devient directrice du laboratoire de recherche (UMR 7323 du CNRS)

- Marion Boudon-Machuel, historienne de l'art, devient directrice de la Faculté (Université de Tours)

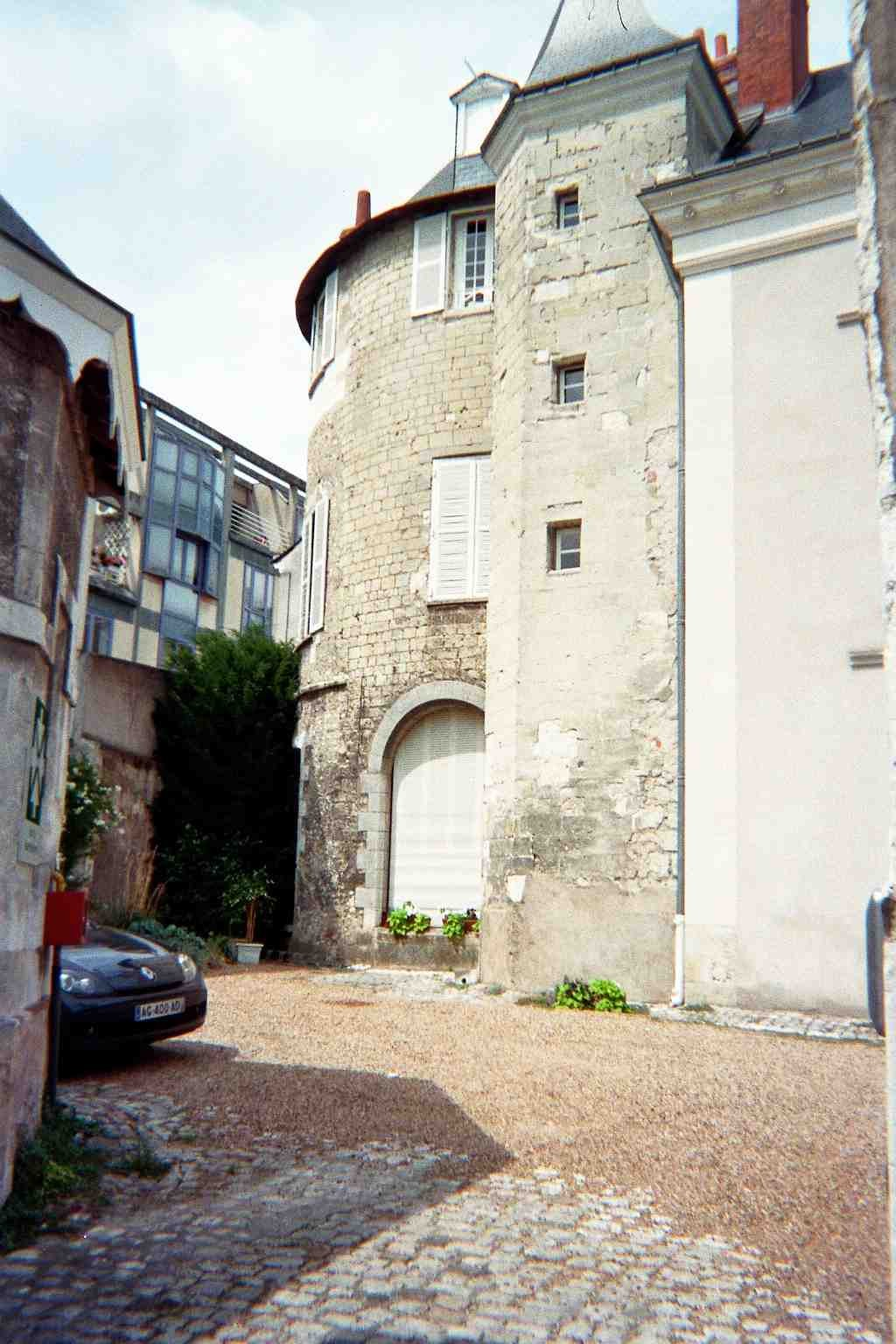
Tour médiévale emprise dans les bâtiments du CESR.

## Bibliothèque
Formée dès la création du Centre, la bibliothèque a été d'emblée envisagée comme une ressource documentaire de référence sur la Renaissance. Elle compte aujourd'hui plus de 60000 volumes et possède notamment un fonds patrimonial riche de près de 4000 volumes de la Renaissance (y compris une demi-douzaine d'incunables),. Elle est à ce titre reconnue comme « Collection d'excellence » par le réseau Collex-Persée.
Le CESR est installé dans des bâtiments anciens du centre de Tours, l'ancien hôtel de Camors (XVe siècle, avec une tour du Xe siècle) et une maison canoniale du XVIIe siècle.

## Activités de formation et de recherche

### Recherche
Le CESR est organisé sur une base pluridisciplinaire qui lui permet d’être structuré autour de sept domaines de recherche : Histoire, Histoire de l'art, Histoire des sciences, Littératures française et anciennes, Littératures européennes, Musicologie et Philosophie.

Le contrat quinquennal 2018-2022 propose six programmes de recherche :
- Architectura : Créé en 2004, le programme ARCHITECTURA a pour objectif de doter la communauté scientifique d’outils de référence fondamentaux sur l’architecture moderne et sur la réception de l’architecture antique et moderne aux XVIe et XVIIe siècles.
- Bibliothèques virtuelles humanistes : Le programme des « BVH » du CESR a été conçu en 2002 avec la collaboration de l'IRHT (section de l'humanisme). Il constitue, avec l'informatisation des Catalogues régionaux des incunables le volet recherche sur le document ancien du CESR. Il diffuse des fonds de documents patrimoniaux et poursuit des recherches associant des compétences en sciences humaines et en informatique.
- Intelligence des Patrimoines : Intelligence des patrimoines propose une approche novatrice des patrimoines, car son objet d’étude englobe l’intégralité des patrimoines régionaux, tant culturels que naturels, gastronomiques, artisanaux ou agricoles.
- Ricercar : Le programme « Ricercar » est un programme de recherche en musicologie attaché au Centre d'études supérieures de la Renaissance. Il bénéficie depuis 1992 d'un soutien du ministère de la Culture et du CNRS.
- Centre de musique baroque de Versailles : Depuis janvier 2013, l'intégration du pôle recherche du CMBV à l’unité mixte de recherche du Centre d'études supérieures de la Renaissance (UMR7323 – CNRS, Université de Tours) lui permet d’accueillir étudiants, doctorants et chercheurs du monde entier et de mener des programmes de recherche de niveau national et international.
- Performart (Promotion, mécénat et pratique des arts dans les familles aristocratiques à Rome (1644-1740). Programme ERC Consolidator Grant) : Contribution des archives des familles romaines à l’histoire des arts du spectacle.

et cinq thématiques fondamentales :
- Recherche en humanités et en humanités numériques
- Savoirs : théories, pratiques, circulations
- Arts performatifs et culture de l’image
- Cultures de la pluralité religieuse et politique
- Renaissance en Val de Loire

### Formation
Jusqu'en 2018, le CESR disposait de trois masters.Trois spécialités étaient proposées : l'une orientée recherche (Genèse de l'Europe moderne) et les deux autres professionnalisantes (patrimoine écrit et édition numérique ; patrimoine culturel immatériel). À compter de la rentrée universitaire 2018-2019, le CESR propose une nouvelle offre de formation au travers de l'École supérieure en intelligence des patrimoines. Deux mentions de Master sont désormais proposées : Histoire civilisation et Patrimoine (avec 4 parcours : Alimentation, Archéologie et Archéomatique, Renaissance, Science des patrimoines) et Humanités numériques (avec 2 parcours : Intelligence des données, Médiation numérique).
Les masters d'humanités numériques proposés par le CESR font partie des masters spécialisés, puisque tournées vers les métiers du patrimoine.
Le CESR prépare aussi au doctorat et à l'habilitation à diriger des recherches.
Le CESR travaille avec la Maison des sciences de l'homme Val-de-Loire (MSH) Tours-Orléans.

### Enseignants
- Didier Boisseuil
- Bruno Pinchard
- Philippe Vendrix
- Benoist Pierre
- Pascal Brioist
- Stéphan Geonget
- Marie-Luce Demonet
- Yann Sordet
- Joël Biard
- Bruno Laurioux

## Publications

### Collections
- « Études renaissantes » (Brepols)
- « Épitome musical » (Brepols)
- « Europa Humanistica » (Brepols)
- « Le savoir de Mantice » (Honoré Champion)
- « Catalogues régionaux des incunables » (Droz)
- « Christophe Plantin » (Beauchesne)
- « Travaux du Centre d’études supérieures de la Renaissance » (Classiques Garnier)
- « Musicologie » (Classiques Garnier)
- « Renaissance » (Presses universitaires François-Rabelais)
- « Scène européenne » (Presses universitaires François-Rabelais)
- « Scène européenne » (CESR, en ligne)